# Persephone Corona
La Persephone Corona è una struttura geologica della superficie di Venere.